# Pseudominua
Genre
Pseudominua est un genre d'opilions laniatores de la famille des Zalmoxidae.

## Distribution
Les espèces de ce genre se rencontrent au Venezuela et au Pérou.

## Liste des espèces
Selon World Catalogue of Opiliones (20/10/2021) :
- Pseudominua convolvulus (Sørensen, 1932)
- Pseudominua peruvianus Roewer, 1963

## Publication originale
- Mello-Leitão, 1933 : « Notas sobre os opiliões do Brasil descritos na obra póstuma de Sörensen: Descriptiones Laniatorum. » Boletim do Museu Nacional, vol. 9, p. 99–114.